# Pachycondyla impressa
Pachycondyla impressa är en myrart som först beskrevs av Julius Roger 1861.  Pachycondyla impressa ingår i släktet Pachycondyla och familjen myror. Inga underarter finns listade i Catalogue of Life.

## Bildgalleri

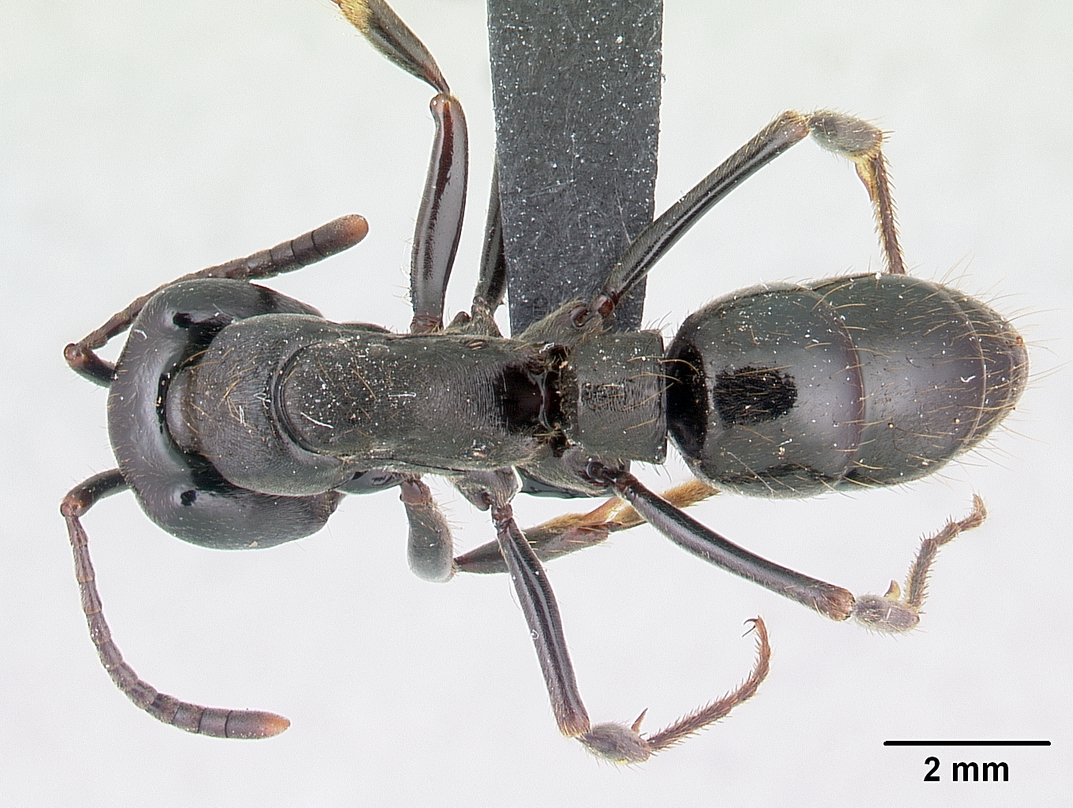
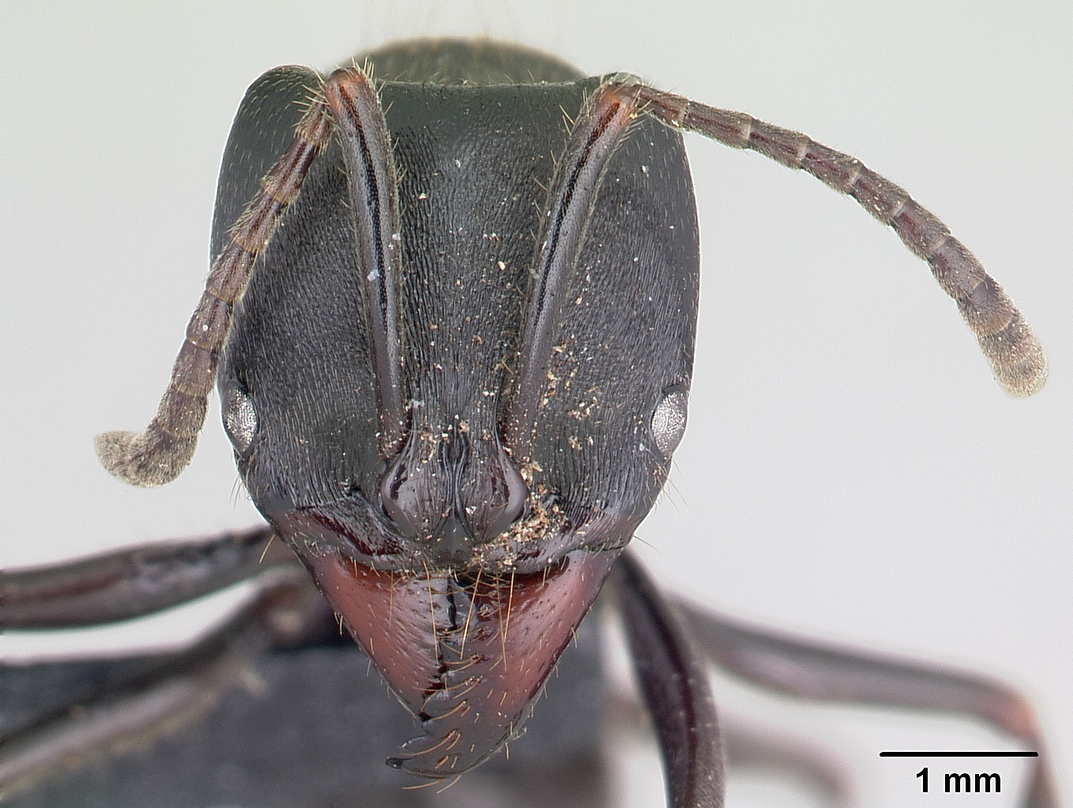
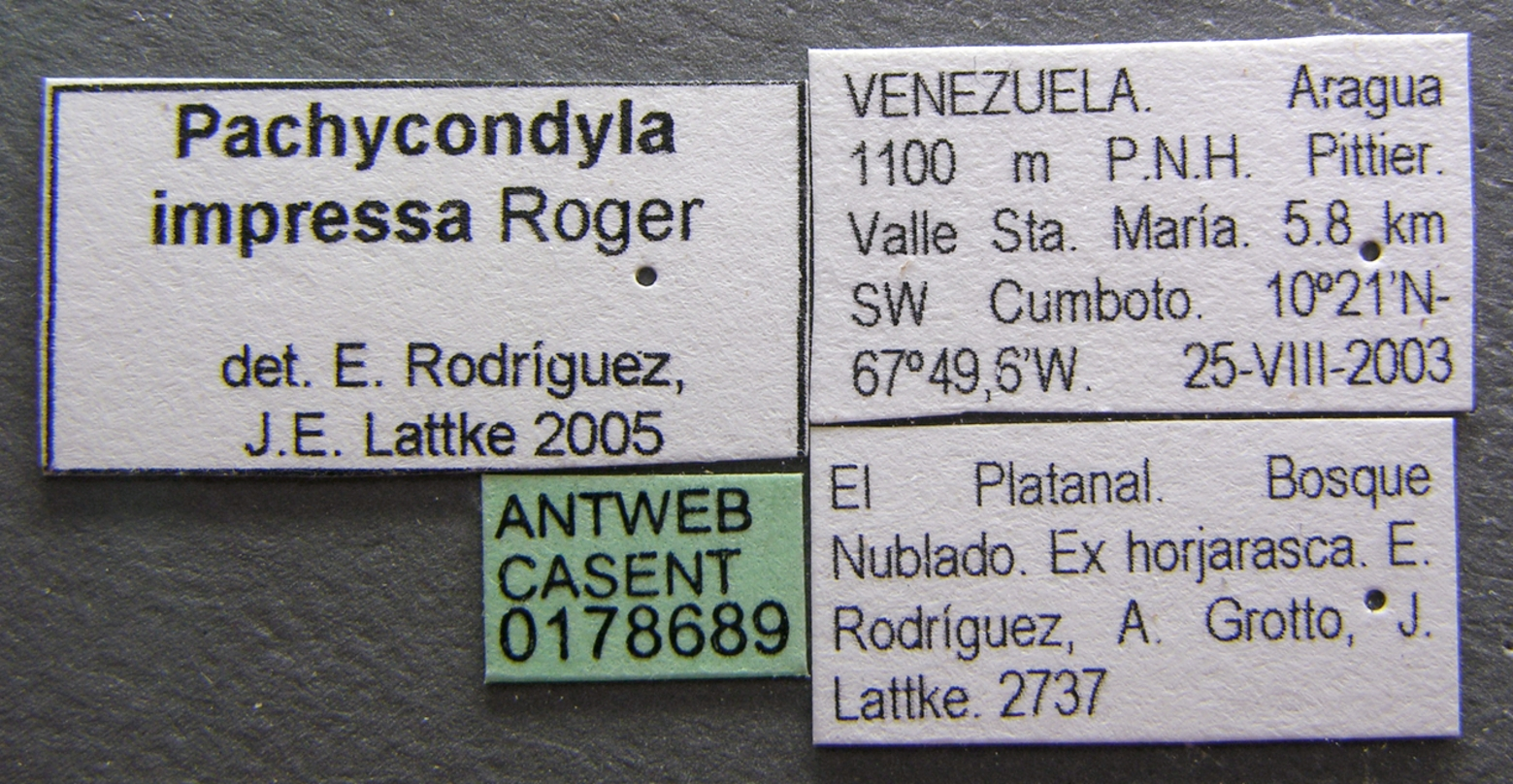
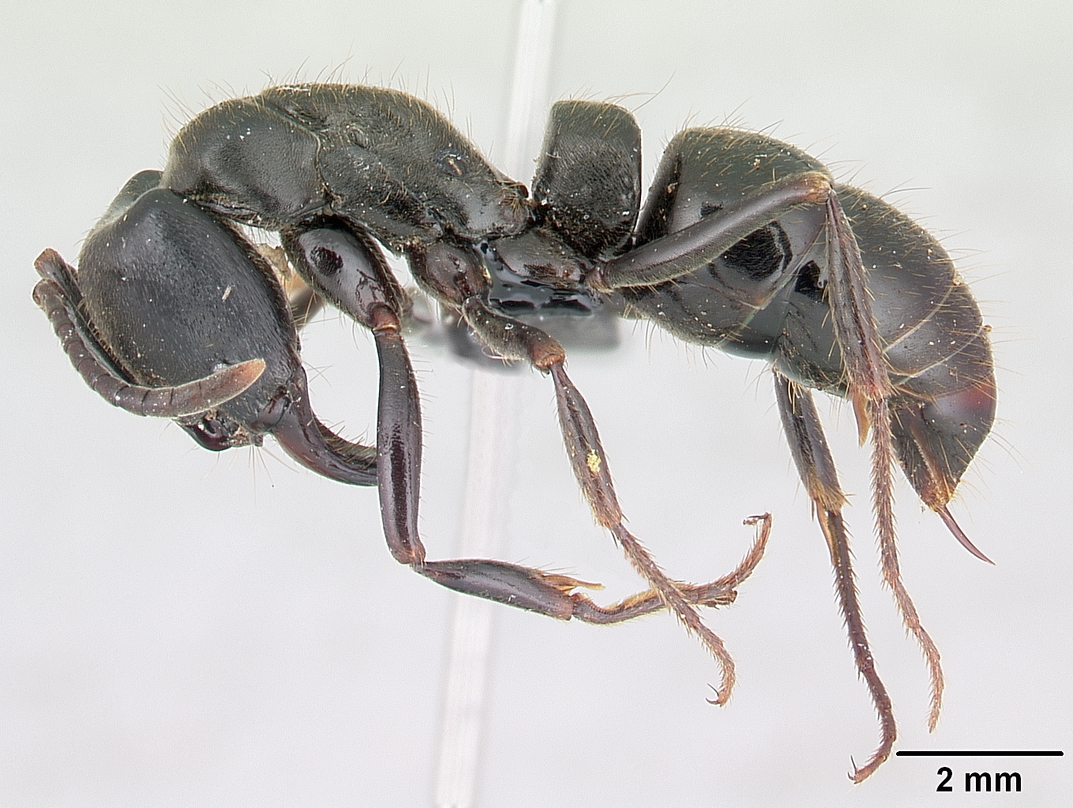